# Zeitschrift für Luft- und Weltraumrecht
Die Zeitschrift für Luft- und Weltraumrecht (ZLW) ist im deutschsprachigen Raum die einzige Fachzeitschrift für das Luft- und Weltraumrecht. Sie wird seit 1952 vom Institut für Luft- und Weltraumrecht der Universität zu Köln mit finanzieller Unterstützung durch das Bundesministerium für Verkehr herausgegeben und erscheint bei Wolters Kluwer (früher: Carl Heymanns Verlag). Ihre Zielgruppe ist eine Leserschaft in nationalen und internationalen Organisationen, Behörden, Unternehmen und Hochschulen, die im Bereich der Luft- und Raumfahrt tätig ist.
Kern des redaktionellen Teils ist die Veröffentlichung wissenschaftlicher Beiträge in deutscher, englischer und französischer Sprache. Darüber hinaus informiert die Zeitschrift über Fachtagungen, die aktuelle Rechtsprechung, die Gesetzgebung auch mit der Veröffentlichung von Texten relevanter Gesetze, und sie veröffentlicht Literaturbesprechungen und bibliographische Notizen zu allen Bereichen des Luft- und Weltraumrechts.

## Geschichte
Das Kölner Institut für Luft- und Weltraumrecht sieht sich in der Nachfolge des Königsberger „Instituts für Luftrecht“. In Königsberg wurde ab 1926 die „Zeitschrift für das gesamte Luftrecht“ herausgegeben, die ihr Erscheinen aus wirtschaftlichen Gründen bereits 1928 einstellen musste. 1931 wagte man am Institut einen neuen Versuch zur Herausgabe einer Zeitschrift. Das „Archiv für Luftrecht“ konnte von der Zunahme des Luftverkehrs in den 1930er Jahren profitieren und erschien bis 1943, zuletzt in Berlin. Letzter Herausgeber war der Direktor des Instituts für Luftrecht, Rüdiger Schleicher, der im April 1945 als Mitglied des Widerstands erschossen wurde.
Im Januar 1951 wurde an der Universität Köln die „Forschungsstelle für Luftrecht“ eingerichtet, ihr erster Direktor war Alex Meyer. Bereits ein Jahr nach der Aufnahme der Arbeit gab die Forschungsstelle erstmals die „Zeitschrift für Luftrecht (ZLR)“ heraus. 1954 wurde der Rechtsanwalt Hubert Wessels als Mitarbeiter der Forschungsstelle Redaktionsleiter der Zeitschrift. Er war, wie seine Nachfolger, ein ausgewiesener Experte im Luft- und Weltraumrecht. Im folgenden Jahr wurde die Forschungsstelle zum „Institut für Luftrecht“. 1959 wurde von Seiten der Universität die Bedeutung des Weltraumrechts als Rechtsgebiet anerkannt, das Institut erhielt den Namen „Institut für Luftrecht und Weltraumrechtsfragen“. Der Titel der Zeitschrift änderte sich 1960 entsprechend. 1974 schieden sowohl Alex Meyer als auch Hubert Wessels aus dem Institut aus. Neuer Institutsdirektor wurde 1975 Karl-Heinz Böckstiegel, die Redaktionsleitung übernahm der Rechtsanwalt Edmund Faller. Auf Böckstiegels Vorschlag erhielt das Institut 1975 den Namen „Institut für Luft- und Weltraumrecht“, auch diesen erneuten Namenswechsel machte die „Zeitschrift für Luft- und Weltraumrecht (ZLW)“ mit.
Seit 1976 ist die Zeitschrift dreisprachig und führt die Untertitel „German Journal of Air and Space Law“ und „Revue Allemande de Droit Aérien et Spatial“. Mit dem Fortgang Edmund Fallers übernahm die Rechtsanwältin Marietta Benkö die Redaktionsleitung von 1978 bis 2013. Im Jahr 2001 ging Karl-Heinz Böckstiegel in den Ruhestand, neuer Leiter des Instituts und Herausgeber der Zeitschrift für Luft- und Weltraumrecht ist seither Stephan Hobe. 2013 übernahm Isabel Polley die Redaktionsleitung der Zeitschrift.
Die Zeitschrift, die 241 Abonnenten hat, wird vom Verkehrsministerium (BMDV) mit 50.000,00 Euro jährlich bezuschusst. Das wurde im Hinblick auf den Grundsatz der Staatsfreiheit der Presse kritisiert. Im Oktober 2024 teilte die Bundesregierung auf Anfrage mit, dass der Zuschuss künftig gestrichen werde, weil ein erhebliches Bundesinteresse im Sinne von § 23 Bundeshaushaltsordnung an der Herausgabe der Zeitschrift nicht mehr bestehe.